# 猿田泰寛
猿田 泰寛（さるた やすひろ、1975年12月12日 - ）は日本のピアニストである。

## 経歴
長野県松本市生まれ。長野県松本深志高等学校を経て、東京藝術大学音楽学部器楽科（ピアノ専攻）を卒業し、ウィーン国立音楽大学、同大学大学院ピアノ演奏家科に在籍し研鑽を積む。2003年同大学にて第1ディプロム取得。小村真理、江藤玲子、堀江孝子、野村眞理、ミヒャエル・クリストに師事。2010年、松本市文化芸術表彰奨励賞受賞。

## 主な演奏歴
- 東京芸術大学卒業試験にて優秀な成績を収め、1999年に東京藝術大学同声会新人演奏会に出演。
- 1999年～2004年：毎年神戸市において近畿労働金庫主催による"ろうきんコンサート"への出演。
- 2003年：ミュンヘン室内管弦楽団（指揮：クリストフ・ポッペン、共演：杉木峯夫）とソリストとして共演。
- 2004年：チェコフィルハーモニー管弦楽団六重奏団とソリストとして共演。
- 2005年：ウィーンフィルハーモニー管弦楽団・ウィーンフォルクスオーパーのメンバーで構成される“グスタフマーラーカルテット”とソリストとして共演。
- 2006年：オーケストラ・アンサンブル金沢（指揮：天沼裕子・共演：松本和将）とソリストとしてツアーに同行。
- 2004年～：ピアニスト根岸弥生のプロジェクト「音楽による障害者支援活動：Fluegel（フリューゲル）」メンバーとして日本各地で演奏。また、2008年より根岸弥生と2台ピアノデュオを本格的に始動。日本各地へのコンサート活動を展開中。
- 2005年～：ヴァイオリニスト多ヶ谷樹、チェリスト向井航とトリオ「トリオ・ディ・ムーザ」を結成。
- 2010年：根岸弥生との2台ピアノデュオ「L'ail Kreis(ライル・クライス)」を結成。2010年6月に大手レコード会社ユニバーサル・ミュージックよりL'ail KreisとしてCDメジャーデビュー。
- 2011年：L'ail KreisがＮＨＫ特集番組のテーマ曲を担当し全国放送。オーストラリアにおける総合文化フェスティバル「ヌーサ･ロング･ウィークエンド」へ出演
- 2012年：L'ail Kreisとして全国12会場にて合計約2万人の前でコンサートを開催
- 2015年：「松本ピアノフェスティバル」メインコンサート「ピアノ・ザ・プレミアム」にレ・フレール、綾戸智恵、山本貴志と共にライル・クライスとして出演。
- 2016年：ポーランド・シレジアフィルハーモニー管弦楽団とソリストとして共演（指揮：ミロスウァフ･ブウァシュチック/松本市音楽文化ホール30周年記念コンサート）
- 2017年：「松本ピアノフェスティバル」メインコンサート「ピアノ・ザ・プレミアム」にレ・フレール、松下奈緒、山本貴志と共にライル・クライスとして出演。
- 2018年：日光東照宮陽明門の「平成の大修理完成記念コンサート」としてライル・クライス１０周年ライブを開催。
- その他、リサイタルやジョイントなどの演奏活動を行っている。

## CD
- 2009年：根岸弥生との2台ピアノによるCD『globaRhythm』をリリース。
- 2010年：根岸弥生との2台ピアノによるCD『L'ail Kreis』でCDメジャーデビュー（ユニバーサル・ミュージック）。
- 2010年：小杉太一郎の純音楽"WORK OF TAICHIRO KOSUGI"

## 教育活動
2003年：ピアニスト松本和将、碓井俊樹を招聘し、"松本国際クラヴィーアセミナー"（講習会）を長野県松本市にて実施。
2018年：「松本ピアノアカデミー」開校
2019年：特別優秀指導者賞受賞（第9回ヨーロッパ国際ピアノコンクールin Japan)
2021年：優秀指導者賞受賞（第30回日本クラシック音楽コンクール)
2021年：最優秀指導者賞受賞（第11回ヨーロッパ国際ピアノコンクールin Japan)
2022年：特別優秀指導者賞受賞（第12回ヨーロッパ国際ピアノコンクールin Japan)
2022年：優秀指導者賞受賞（第31回日本クラシック音楽コンクール)

## その他
- 2011年：「松本ピアノ協会」を設立し同協会代表に就任
- 2015年：全国初となるノージャンルの大規模ピアノ祭「松本ピアノフェスティバル」を企画・運営（キッセイ文化ホール全館/松本ピアノ協会・長野県文化振興事業団主催）。2015年の初開催以降、レ・フレール、綾戸智恵、フジコヘミング、松下奈緒、上原彩子、清塚信也、藤田真央、山本貴志、松本和将等の著名なピアニストが出演。
- 2015年に「日本香港国際音楽コンクール」の審査員として香港に招聘された他、「日本クラシック音楽コンクール」「ベートーヴェン国際ピアノコンクールアジア」等国内外のコンクールの審査員を務める
- 2018年：松本市音楽文化ホール運営委員会委員長
- 2021年〜：松本市芸術文化振興財団評議員

## 主な共演著名アーティスト
- 根岸弥生（ピアニスト）
- 松本和将（ピアニスト）
- クリストフ・ポッペン（ヴァイオリニスト・元ミュンヘン室内管弦楽団指揮者/音楽監督）
- 天沼裕子（指揮者・ドイツ国立ヴュルツブルク音楽大学オペラ科主任教授）
- 杉木峯夫（トランペッター・東京藝術大学音楽部教授、日本トランペット協会理事長、日本吹奏楽団常任理事）
- 有賀誠門（パーカッショニスト・元NHK交響楽団首席奏者・東京藝術大学名誉教授）
- 多ヶ谷樹（ヴァイオリニスト）
- 向井航（チェリスト・関西フィルハーモニー管弦楽団首席チェロ奏者）
- ミロスウァフ･ブウァシュチック（ポーランド・シレジアフィルハーモニー管弦楽団指揮者)

## 参考
- 猿田泰寛オフィシャルWEB猿田泰寛オフィシャルWEB
- L'ail KreisオフィシャルWEB[リンク切れ]
- 松本ピアノアカデミーHP http://matsumotopianoacademy.com/